# Margaret Wertheim
Margaret Wertheim (née le 20 août 1958) est une artiste et vulgarisatrice scientifique australienne, travaillant également aux États-Unis.  Margaret et sa sœur jumelle Christine Wertheim sont cofondatrices de  l'Institute For Figuring (IFF), leur permettant de créer des projets combinant art, science et mathématiques, parmi lesquels leur récif corallien au crochet (Crochet Coral Reef), un travail qui a été montré dans plusieurs expositions en Europe et en Amérique. 

## Formation et recherches
Wertheim est titulaire de deux baccalauréats universitaires, un en sciences (en physique) à l'université du Queensland, et un en lettres (mais pour des travaux en mathématiques et informatique) à l' université de Sydney.
Elle a été chercheuse au musée américain d'histoire naturelle de New York, et travaille actuellement  pour le Los Angeles Institute for the Humanities, tout en menant des recherches pour le compte de  l'université Deakin.

## Carrière

### Livres
Wertheim est auteur d'une  trilogie s'intéressant au rôle de la physique théorique dans le paysage culturel de la société occidentale moderne.  La premier livre, Pythagoras' Trousers (Les pantalons de Pythagore), étudie les relations entre physique, religion et genre. Le deuxième, The Pearly Gates of Cyberspace (Les portes de perle du cyberespace) décrit la perception de l'espace, de Dante à l'Internet. Le dernier, Physics on the Fringe: Smoke Rings, Circlons, and Alternative Theories of Everything (Physique marginale : anneaux de fumée, circlons, et théories du Tout alternatives), s'intéresse aux mondes idiosyncratiques des « physiciens du dehors », des gens comme Jim Carter (en), sans formation scientifique, qui développent leurs propres théories sur l'Univers. 

### Journalisme
Wertheim  a publié des articles sur la culture scientifique dans de nombreux journaux de divers pays, comme The New York Times, le Los Angeles Times, The Guardian, The Daily Telegraph, et Die Zeit, ainsi que dans des magazines tels que le New Scientist ou l'Australian Geographic (en).

### Télévision
Wertheim a écrit le script de 10 documentaires télévisés, et a créé et dirigé la série Catalyst (en), un programme de six émissions de vulgarisation scientifique pour adolescents. Elle utilise ces documentaires pour des conférences données dans le monde entier, faisant la promotion de la science et de la recherche dans un contexte de justice sociale.

## Institute For Figuring

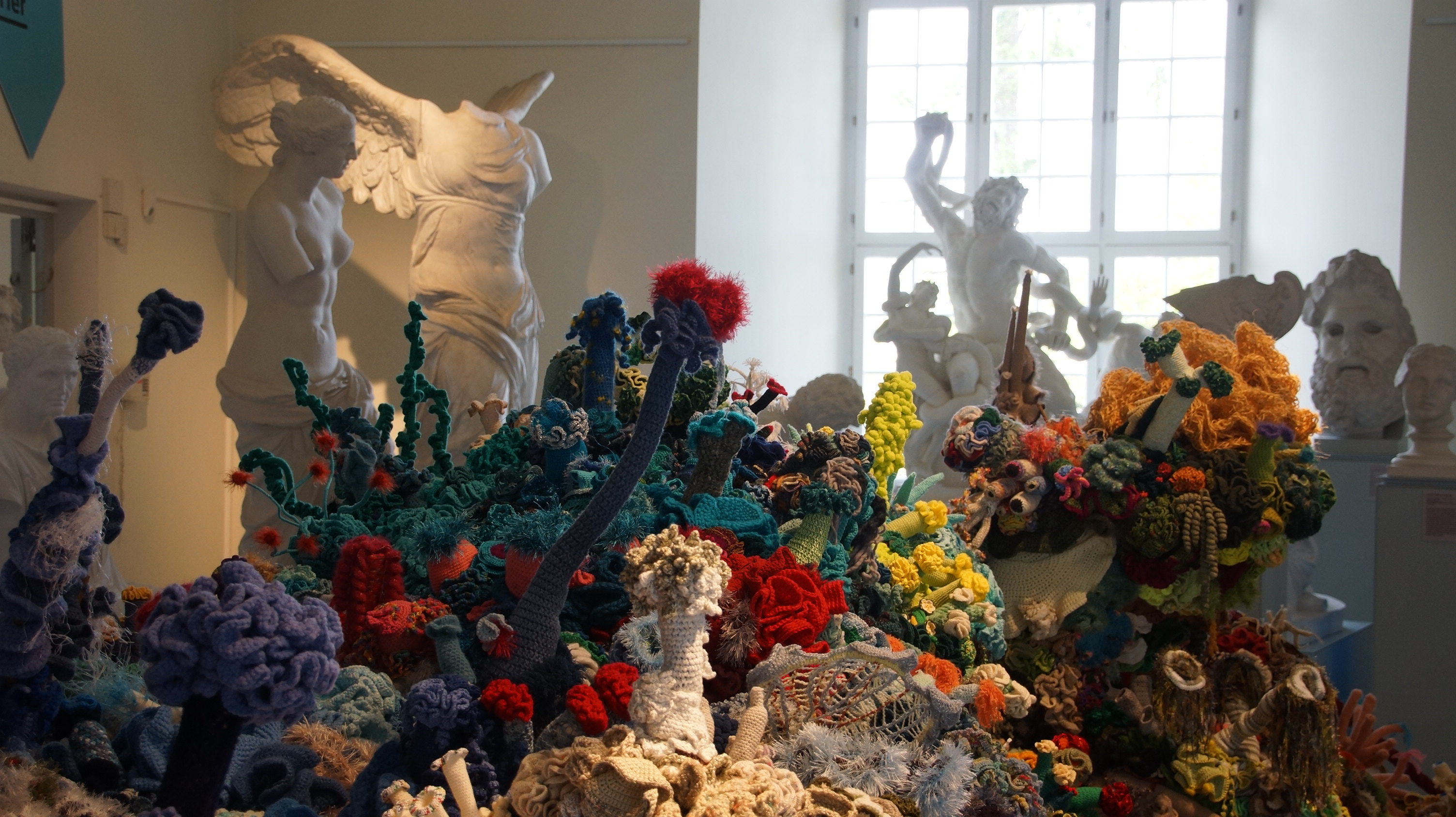
Le récif de Föhr, une partie du projet « récif corallien au crochet », à Tübingen en 2013.

En 2003, Wertheim et sa sœur jumelle Christine, membre de la faculté du département d'études critiques du California Institute of the Arts, ont fondé l'Institute For Figuring, une organisation basée à Los Angeles qui promeut les dimensions poétique et esthétique de la science et des mathématiques. L'Institut propose que les gens puissent interagir directement avec les idées mathématiques et scientifiques par le biais de méthodes de construction matérielle (telles que le crochet et le pliage de papier), et non simplement par le biais d'équations et de formules abstraites. L'IFF est une organisation à but non lucratif par le biais de laquelle les sœurs réalisent leur projet de « récif corallien au crochet » (Crochet Coral Reef), une initiative qu'elles ont créée comme une réponse artistique au changement climatique et à la décimation de la Grande Barrière de corail dans leur pays natal, l'Australie. Le projet s'attaque également au problème des déchets plastiques dans les océans. Tout en sensibilisant le public du monde entier à ces problèmes environnementaux, le "Crochet Coral Reef" permet également d'enseigner la géométrie non euclidienne. Les formes froufroutantes du "Crochet Coral Reef" sont des manifestations de surfaces hyperboliques, les mêmes formes que celles des organismes vivants du récif. La capacité de crocheter de telles formes a été découverte en 1997 par Daina Taimiņa, une mathématicienne de l'université Cornell.
Des œuvres destinées à rendre accessible au grand public des concepts mathématiques et scientifiques ont ainsi été exposées par les  sœurs Wertheim dans le monde entier, en particulier à la Biennale de Venise en 2019, au  musée Andy Warhol de Pittsburgh, à la Hayward Gallery à Londres, au Art Center College of Design de Pasadena, au Machine Project, à la Science Gallery de Dublin, ou encore au musée d'histoire naturelle  de Washington.

### Le projetRécif corallien
Le projet Crochet Coral Reef est un de plus vastes projets d'art participatif scientifique du monde. En créant des installations géantes imitant des récifs coralliens, fabriquées au crochet à partir de fibres textiles et de plastiques, et utilisant des motifs inspirés de la géométrie hyperbolique, le projet combine des idées mathématiques, artisanales et environnementalistes, dans une pratique artistique collective. En 2020, plus de dix mille personnes ont déjà contribué activement au projet, apportant des pièces qu'elles avaient fabriqué pour des expositions dans des lieux allant de  New York et Londres, à Riga et Abou Dabi. Ces travaux ont été vus par plus de deux millions de personnes. En février 2009, Wertheim a été invitée à parler du projet à une conférence TED ; elle a été traduite en 22 langues et vue par plus de 1,3 million de personnes.

## Le projetFlocon de Mosely
Inspirée par les travaux de Jeannine Mosely (en), une informaticienne et  artiste en origami, Margaret Wertheim a supervisé à l'université de Californie du Sud  un projet de création d'un modèle géant de fractale, à partir de 48 912 cartes de visite. Plus de 3 000 heures de travail par des centaines de volontaires (professeurs et étudiants de l'université, artistes locaux, bibliothécaires, etc.) ont permis de reproduire les premières étapes d'un flocon de Mosely, un cousin de l'éponge de Menger qu'elle a imaginé en 2006. Cette installation, reproduite  par plusieurs autres groupes dans le monde, est actuellement en exposition permanente à l'UCS,.

## Publications
Physique
- Pythagoras' Trousers: God, Physics, and the Gender Wars (1995)
- The Pearly Gates of Cyberspace: A History of Space from Dante to the Internet (1999)
- Physics on the Fringe: Smoke Rings, Circlons and Alternative Theories of Everything (2011)

Guides et catalogues
- A Field Guide to Hyperbolic Space (2005)
- A Field Guide to the Business Card Menger Sponge (2006)
- An Alternative Guide to the Universe: Mavericks, Outsiders, Visionaries : catalogue de l'exposition à la Hayward Gallery (2013)
- Crochet Coral Reef, avec Christine Wertheim (2015)